# David Ioan Roman
David Ioan Roman (n. 10 februarie 1886, Filpișu Mare, județul Mureș – d. 17 noiembrie 1959, Sibiu) a fost învățător, profesor și deputat în Marea Adunare Națională de la Alba Iulia, organismul legislativ reprezentativ al „tuturor românilor din Transilvania, Banat și Țara Ungurească”, cel care a adoptat hotărârea privind Unirea Transilvaniei cu România, la 1 decembrie 1918.

## Biografie
David Ioan Roman a studiat la Școala normală din Blaj și a devenit învățător în Habic, Filpișu Mare, județul Mureș și Voiniceni. După 1918 a fost profesor de gimnastică.

## Activitate politică

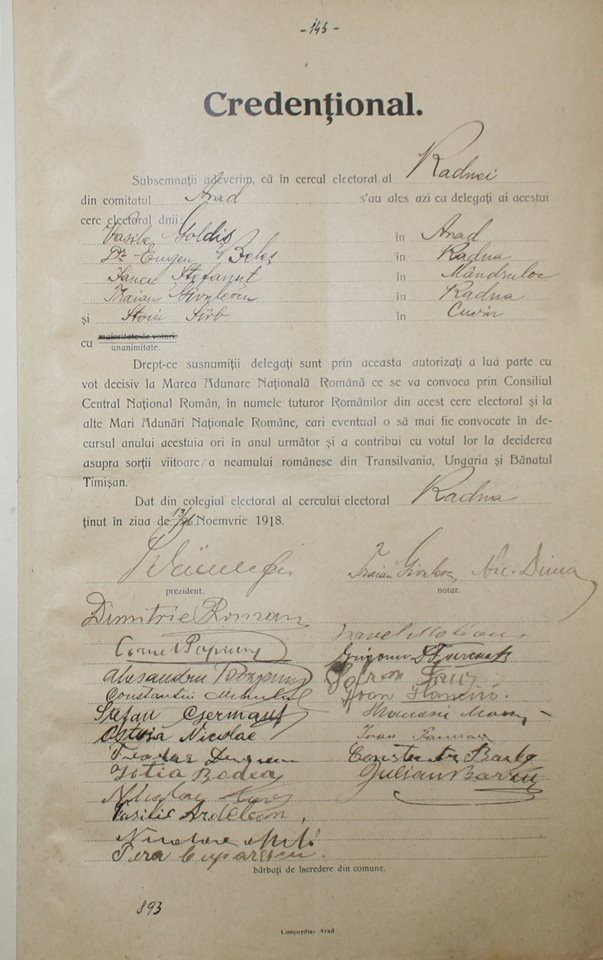
Credențional

A participat la Marea Adunare Națională de la Alba Iulia din 1918 în calitate de delegat de drept al Reuniunii Învățătorilor Greco-Catolici din Protopopiatul Mureș. De asemenea, a fost membru al Partidului Național Român și al Partidului Național Liberal, și președintele organizației străjerești Șoimii Carpaților din județul Mureș.